# Don Gil de Alcalá
Don Gil de Alcalá es una ópera cómica en tres actos con música de Manuel Penella Moreno y libreto en español del mismo compositor. Se considera que está a medio camino entre la ópera y la zarzuela; el autor la consideraba una ópera de cámara. Se estrenó el 27 de octubre de 1932 en el Teatro Novedades de Barcelona.

## Argumento
La obra, inspirada en la pieza teatral El sí de las niñas de Leandro Fernández de Moratín, se desarrolla en Veracruz (Nueva España) a finales del siglo XVIII. Niña Estrella, una huérfana mestiza criada por el gobernador, dejará el colegio ese día porque debe casarse con don Diego, un viejo noble. Sin embargo, Niña Estrella está enamorada de Don Gil de Alcalá, un joven y guapo soldado. En el camino, el gobernador y don Diego caen en la emboscada de un grupo de bandidos, pero en su ayuda y rescate acuden don Gil y su sargento Carrasquilla. El gobernador, agradecido, le promete al soldado una sustancial recompensa. Más adelante, don Gil confiesa a Niña Estrella que ideó la emboscada para que pudieran estar juntos. El gobernador descubre los rumores de la devoción de Estrella por Don Gil. Y don Diego lleva al grupo de bandidos que identifican a Don Gil como el hombre que los pagó para secuestrar al grupo del gobernador. El Virrey lo sentencia a ir a la frontera a luchar contra los peligrosos indios zacatecas que se han rebelado, lo que es una muerte casi segura. Don Gil confiesa su crimen, señalando que actuó por su amor insensato. Chamaco oye que el gobernador confiesa haber tenido un hijo ilegítimo con una lavandera madrileña, y entonces planea que don Gil se haga pasar por el hijo ilegítimo del gobernador. Don Gil y Carrasquilla van a despedirse. En el curso de su efusiva apología, don Gil consigue hablar de algunos detalles afectivos de su niñez en el río Manzanares en Madrid, que milagrosamente coincide con lo que el gobernador dijo al padre confesor sobre su hijo ilegítimo. Muy conmovido, el gobernador levanta el castigo del joven soldado y abraza a su hijo perdido. Ofrece la mano de Estrella a su nuevo hijo. Acaban juntos.

## Piezas destacadas
- La introducción, con participación del arpa.
- «Tus ojos son dos rayos de sol» (trío; madrigal).
- «Jerez, este es er vinillo de la tierra mía» (brindis de Carrasquilla).
- «Ay zúmbale... El día que nos casemos» (dúo cómico entre Chamaco y Maya).
- «Como una mariposa que va de flor en flor» (canción de Niña Estrella).
- «Todas las mañanitas» (famosa habanera que cantan a dúo Niña Estrella y Maya, uniéndose el coro)
- «De audaces la fortuna...» (final del último acto).